# Дубовский, Анатолий Игнатьевич
Анатолий Игнатьевич Дубовский (10 августа 1922 год, деревня Тесово, Солигорский район, Минская область, Белорусская ССР — 1996 год) — председатель колхоза имени Чкалова Солигорского района Минской области, Белорусская ССР. Первый секретарь Солигорского райкома КП Белоруссии. Герой Социалистического Труда (1971). Депутат Верховного Совета Белорусской ССР.

## Биография
Родился в 1922 году в крестьянской семье в деревне Тесово (сегодня — Солигорский район, Минская область). Окончил школу в родном селе, после чего работал бухгалтером и учителем. В феврале 1940 года призван на срочную службу в Красную Армию. С июня 1941 года участвовал в Великой Отечественной войне командиром противотанковых орудий, командиром сабельного эскадрона в составе 10-й гвардейской кавалерийской дивизии. Получил три ранения.
После войны окончил Белорусский государственный университет. В 1950 году избран председателем колхоза имени Чкалова Соликамского района. Вывел колхоз в число передовых сельскохозяйственных предприятий Солигорского района. До его избрания колхоз собирал в среднем 6 центнеров зерновых и 60 центнеров картофеля с гектара, колхозное стадо насчитывало 40 голов крупного рогатого скота. В 1970 году урожайность зерновых достигла 34, картофеля — 207 и сахарной свеклы — 400 центнеров с каждого гектара.
Указом Президиума Верховного Совета СССР от 8 апреля 1971 года за достигнутые успехи в выполнении заданий пятилетнего плана и достижение выдающихся результатов в развитии сельскохозяйственного производства был удостоен звания Героя Социалистического Труда с вручением ордена Ленина и золотой медали «Серп и Молот».
Без отрыва от производства окончил аспирантуру, защитив диссертацию на соискание степени кандидата экономических наук.
С 1974 по 1985 года — первый секретарь Соликамского райкома Компартии Белоруссии.
Избирался депутатом Верховного Совета Белорусской ССР.
Скончался в 1996 году.

## Награды
- Герой Социалистического Труда — указом Президиума Верховного Совета СССР от 8 апреля 1971 года
- Орден Ленина
- Орден Отечественной войны 1 степени (13.03.1985)
- Орден Отечественной войны 2 степени (25.12.1944)
- Орден Красной Звезды — дважды (6.11.1943; 15.07.1945)
- Орден Александра Невского (29.08.1944)
- Почётный гражданин Слуцка (1982)